# Topfmaschine

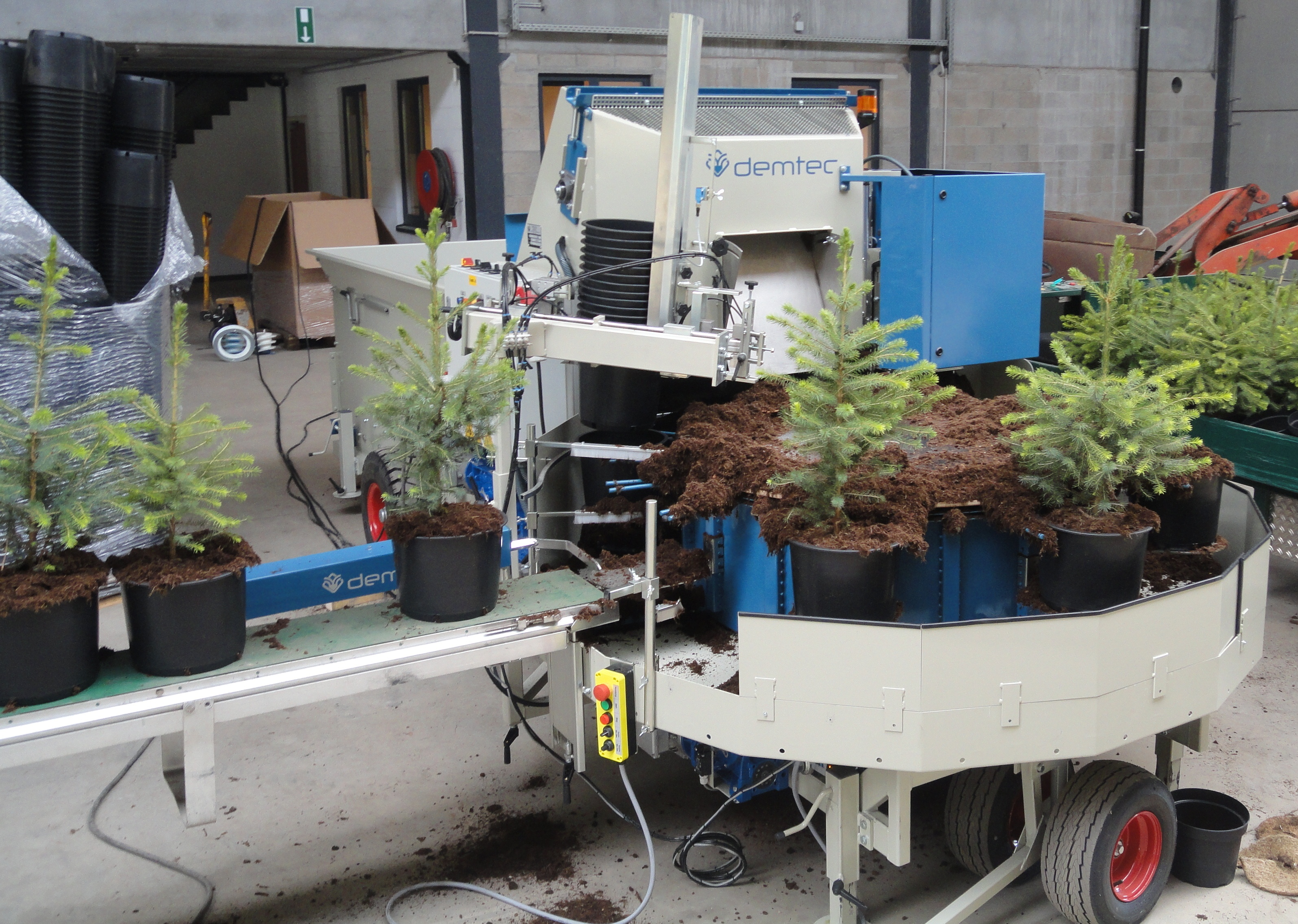
Umtopfmaschine

Eine Topfmaschine dient zum halbautomatischen Eintopfen von Pflanzen.
Sie besteht aus einem Erdbehälter, der mit Erde befüllt wird, einem Förderband, das die Erde zu einer Schütte transportiert und in die Töpfe leitet. Die Töpfe selbst sind auf einem Magazin geladen und rutschen der Reihe nach auf z. B. ein Rundsystem, das sie zur Schütte transportiert.
Nachdem die Töpfe befüllt sind, werden mit einem Bohrsystem Löcher für die Pflanzen gebohrt, die Erde wird mit Düngemittel versorgt und weiter auf ein Förderband geleitet. Hier stehen Menschen oder Roboter, die Pflanzen in die Löcher stecken. Schnell arbeitende Maschinen können bis zu 7000 Töpfe pro Stunde befüllen.
Die Firma Mayer Maschinenbau, mit Sitz in Heidenheim an der Brenz, erfand die Topfmaschine im Jahr 1967. Die Prozesskette im Erwerbsgartenbau ist mittlerweile komplett organisiert und die Topfmaschine ist ein wichtiges Glied in dieser Reihe. 